# Северный совет
Северный совет (шв. Nordiska rådet, дат. и норв. Nordisk råd, исл. Norðurlandaráð, фарер. Norðurlandaráðið, финн. Pohjoismaiden neuvosto) — международная организация.

## Членство
| Государство или автономная область | Парламент-член | Количество представителей | Присоединение к совету |
| ---------------------------------- | -------------- | ------------------------- | ---------------------- |
| Дания                              | Фолькетинг     | 16                        | 1952                   |
| Финляндия                          | Эдускунта      | 18                        | 1955                   |
| Фарерские острова                  | Лёгтинг        | 2                         | 1970                   |
| Гренландия                         | Ландстинг      | 2                         | 1984                   |
| Исландия                           | Альтинг        | 7                         | 1952                   |
| Норвегия                           | Стортинг       | 20                        | 1952                   |
| Швеция                             | Риксдаг        | 20                        | 1952                   |
| Аландские острова                  | Лагтинг        | 2                         | 1970                   |

Наблюдатели:
- Латвия
- Литва
- Эстония
- Германия (представлена только федеральной землёй Шлезвиг-Гольштейн)

## Сессии
Сессии Северного совета (дат. Nordisk Råds session, шв. Nordiska rådets session, норв. Nordisk råds sesjon, исл. Norðurlandaráðsþing) проводятся два раза год.

## Организация
- Председатель (дат. Præsidenter for Nordisk Råd, норв. Presidenter i Nordisk råd, исл. Forseti Norðurlandaráðs), избирается Северным советом сроком на 1 год;
- Заместитель председателя, избирается Северным советом сроком на 1 год;
- Президиум (Nordiska rådets presidium), состоит из председателя, заместителя председателя и членов, избираемых  Северным советом сроком на 1 год;
- Секретариат (Nordiska rådets sekretariat) во главе с директором (Rådsdirektör)[2].
- Молодёжный Северный совет (дат. Ungdommens Nordiske Råd, шв. Ungdomens Nordiska råd, исл. Norðurlandaráð æskunnar)[3], в сессиях которого имеют право участвовать представители молодёжных отделений партий представленных в Северном совете[4], сессии которого проводятся ежегодно осенью, имеет свой президиум, избираемый Молодёжным Северным советом сроком на 1 год и секретариат.

## Комитеты
- Контрольный комитет (Kontrollkommittén)
- Комитет по устойчивому развитию Севера (Utskottet för ett hållbart Norden)
- Комитет по науке и культуре Севера (Utskottet för ett hållbart Norden)
- Комитет социального обеспечения (Utskottet för välfärd i Norden)
- Комитет экономического развития (Utskottet för tillväxt och utveckling i Norden)
- Избирательный комитет (Valkommittén)[5]

## Фракции
- Северный альянс зелёных и левых
- Социал-демократическая группа
- Группа Центра
- Консервативная группа
- «Северная свобода»

## Северный совет министров
Состоит из министров сотрудничества с Северными странами каждого из государств и автономных областей входящих в совет, председатель чередуется каждый год.

### Структура
- Секретариат (Nordiska ministerrådets sekretariat) во главе с генеральным секретарём (Generalsekreteraren)
  - Контора Генерального секретаря (Generalsekreterarens kontor);
  - Контора Северного совета министров в Прибалтике (Nordiska ministerrådets kontor i Baltikum);
  - Отдел экономики (Ekonomiavdelningen);
  - Административный отдел (Avdelningen för Förvaltning och HR);
  - Отдел искусств (Avdelningen för kunskap och välfärd);
  - Отдел климата (Avdelningen för tillväxt och klimat)[6].

## Премии под эгидой Северного совета
Под эгидой Северного совета ежегодно вручаются четыре премии:
- Литературная премия Северного Совета (Nordiska rådets litteraturpris);
- Музыкальная премия Северного Совета[норв.] (Nordisk råds musikkpris);
- Премия Северного Совета в области защиты природы[норв.] (Nordisk råds natur- og miljøpris);
- Кинопремия Северного Совета (Nordiska rådets filmpris);
- Премия Северного Совета в области детской и юношеской литературы (Nordiska rådets pris för barn- och ungdomslitteratur).

## Представительства
С 1991 года существуют информационные бюро Северного совета (Nordiske informasjonskontor) в Эстонии, Латвии и Литве. Ранее такие бюро существовали в Санкт-Петербурге и Калининграде, а в Архангельске, Мурманске и Петрозаводске находились контактные центры.

## Северный совет и Россия
В 2015 году Министерство юстиции России потребовало от информационных бюро Северного совета работать в статусе «иностранных агентов», мотивируя это требование тем, что в деятельности бюро были найдены признаки политической деятельности. Северные страны с таким требованием не согласились. 11 марта 2015 года в Гренландии на заседании министров по вопросам северного сотрудничества было принято решение о закрытии информационных бюро в Санкт-Петербурге и Калининграде, а также контактных центров в Мурманске, Петрозаводске и Архангельске на неопределённое время.
В 2022 году Правительство России прекратило действие меморандумов с Северным советом об учреждении информационных бюро в Санкт-Петербурге и Калининграде мотивируя это ответной мерой на недружественные действия государств Северной Европы в отношении России, а также «незаконные санкционные ограничения».